# Kyrylo Sihejev
Kyrylo Romanovyč Sihejev (in ucraino Кирило Романович Сігеєв?; Horlivka, 16 maggio 2004) è un calciatore ucraino, centrocampista del Tatran Prešov in prestito dallo Šachtar.

## Carriera

### Club
Cresciuto nelle giovanili dello Šachtar, nel 2023 viene mandato in prestito all'Oleksandrija, formazione del massimo campionato ucraino. La permanenza col club giallonero dura un anno e mezzo, riuscendosi a ritagliare un posto da titolare nella formazione allenata da Ruslan Rotan'.

### Nazionale
Tra il 2022 e il 2024, esordisce nelle nazionali ucraine Under-19, Under-21 e Under-23. Proprio con la selezione Under-23, allenata da Ruslan Rotan' (suo allenatore all'Oleksandrija), è stato designato fra i giocatori di riserva per i Giochi Olimpici 2024, disputatosi a Parigi.